# 南陽市文化会館
南陽市文化会館（なんようしぶんかかいかん、Nanyo City Cultural Hall）は、山形県南陽市にある多目的ホールである。キャッチコピーは木の音楽空間。

## 概要
築45年を迎えた旧市民会館が東日本大震災で被災したことを機に、南陽市が新施設の整備に着手。ドーム建築物を除き、日本初の国内最大規模の大型木造耐火文化施設として、2015年10月6日に開館した。
本施設は、当初RC造の選択肢も残しながら、市が設置した建設専門委員会において坂本龍一のほか専門家が生の演奏音が効果的に響くとされる木造の大ホールを推す意見を出したことや、市の面積の6割が森林で占めているものの、林業の衰退などにより、それが有効に活用されていない状況を踏まえ、市は公共施設の建設に、地域の森林資源を活用すれば、地元経済に効果をもたらし、管理の行き届いていない森林の保全を期待できるとして、地元産の杉を使用しての新施設建設を決断した。
本施設は延べ面積が3000㎡を超えていることから、施設全体を耐火構造にする必要があった。このため、プロポーザルで選定された大建設計は、大空間の耐火木造を実現するため、柱に山形市に本社を置く木造建築会社「シェルター」が大臣認定を取得した1時間耐火集成材「COOLWOOD」を導入したほか、梁には当時、耐火認定を受けた部材がなかったため、日本木造住宅産業協会が大臣認定を受けていたメンブレン工法を用いて、集成材に耐火被膜を施したものを使用した。
備品を含めた本施設の事業費は約66億5000万円であった。内訳は市が各年度の財源から支出した起債を含めた約23億円、国からの補助金や交付金の33億円であり、林野庁からの補助事業に関しては市から担当者が同庁に何度も出向いて、採択に至った。残りの10億円は市が新施設建設のため積み立てた基金で賄った。
こけら落とし公演は山下達郎のコンサートで、MCで本人は「また来ます」とこのホールを気に入った様子であった。
2015年に本施設は全日本建設技術協会の全建賞を受賞した。また、2016年1月には「最大の木造コンサートホール」として、フィンランドのラハティにあるシベリウス・ホール（座席数1250席）を上回ったとして、ギネス世界記録に認定された。このほか、開館から1年間の来館者は有名アーティストらの公演が軒並み「満員御礼」となったため、当初見込みの2倍超となる約22万7700人に達するなど、従前に聞かれた大ホールの充足を懸念する声を払拭し、滑り出しは順調と報じられている。
2017年4月より3年間、「シェルター」が命名権を取得し、「シェルターなんようホール」の名称となる。

## 施設
- 大ホール
客席数1403席。プロセニアム形式。「静けさと響きがよい音響空間」をコンセプトに作られた[9]。
- 小ホール
平土間形式。収容人数500人、広さ400平方メートル。
- 楽屋
  - 楽屋1
    - 広さ21平方メートル。

  - 楽屋2
    - 広さ21平方メートル。

  - 楽屋3
    - 広さ16平方メートル。

  - 楽屋4
    - 広さ16平方メートル。

  - 楽屋5
    - 広さ50平方メートル。
- 展示ギャラリー
  - 広さ150平方メートル。作品の展示の他、控室としても利用される。
- 総合工房（アトリエ）
  - 広さ56平方メートル。絵画の制作や工作等の空間として設けられた。
- キッチンスタジオ
  - 広さ106平方メートル。調理場として貸出している。
- 練習室1
  - 広さ87平方メートル。
- 練習室2
  - 広さ55平方メートル。楽屋としても使用可能。
- 和室（茶室） 
  - 広さ84平方メートル。
- 会議室1
  - 広さ33平方メートル。
- 会議室2
  - 広さ33平方メートル。
- 木育ひろば
  - 広さ51平方メートル。子供の遊び場として利用可能。
- 交流ラウンジ
  - 広さ330平方メートル。

## 逸話
- 開館後、山下達郎や井上陽水といったアーティストのコンサートや宝塚歌劇団の舞台が行われ、周辺の赤湯温泉の宿泊施設が全室満室になるといった経済効果が表れた[10]。

## アクセス
- JR赤湯駅から約1km。
- 山形鉄道フラワー長井線南陽市役所駅から徒歩すぐ。
- 東北中央自動車道・南陽高畠ICから約5km。